# Wojciech Ryszard Rzepka
Wojciech Ryszard Rzepka (ur. 8 lutego 1940 w Kielcach, zm. 21 listopada 2008 w Poznaniu) – polski filolog, badacz historii języka polskiego, profesor doktor habilitowany Uniwersytetu im. Adama Mickiewicza w Poznaniu.

## Życiorys
Na podstawie rozprawy Dopełniacz w funkcji biernika męskich form osobowych w liczbie mnogiej w polszczyźnie XVII wieku uzyskał w 1972 roku stopień doktora nauk 
humanistycznych i stanowisko adiunkta. W 1984 uzyskał stopnień doktora habilitowanego nauk humanistycznych na podstawie rozprawy Demorfologizacja rodzaju w liczbie mnogiej rzeczowników w polszczyźnie XVI-XVII wieku W następnym roku otrzymał nominację na stanowisko docenta. W 1991 roku został powołany na stanowisko profesora nadzwyczajnego, w maju 1994 roku uzyskał tytuł naukowy profesora, a w 1998 roku został mianowany na stanowisko profesora zwyczajnego. W latach 1988–1993 pełnił funkcję dziekana Wydziału Filologii Polskiej i Klasycznej UAM, w latach 1996–2002 kierownika Zakładu Historii Języka Polskiego Instytutu Filologii Polskiej. Współpracował także z Uniwersytetem Szczecińskim, gdzie w latach 1990–1992 kierował Zakładem Historii Języka Polskiego. 
Był członkiem wielu organizacji i towarzystw naukowych, w latach 1983–1990 pełnił funkcję głównego redaktora Wydawnictwa Poznańskiego Towarzystwa Przyjaciół Nauk.
Autor blisko 200 prac dotyczących historii języka, fonetyki, ortografii i leksyki staropolskiej, zapożyczeń i wpływu języków obcych, onomastyki oraz regionalnego i społecznego zróżnicowania dawnej polszczyzny. Publikował także artykuły popularnonaukowe w czasopismach. Wypromował ponad 200 magistrów i kilku doktorów. Zmarł w wyniku tragicznego wypadku 
(potrącony przez samochód na przejściu dla pieszych), gdy wracał późnym popołudniem do domu po zajęciach ze studentami. Towarzyszyła mu żona, która w wypadku także mocno ucierpiała. Profesor został pochowany na Cmentarzu Junikowskim w Poznaniu.

## Publikacje
Książki:
- Chrestomatia staropolska: teksty do roku 1543. Wybór i oprac. Wiesław Wydra i Wojciech Ryszard Rzepka. Wrocław: Zakład Narodowy im. Ossolińskich, wyd. 1984, 1995, 2004.
- Cały świat nie pomieściłby ksiąg: staropolskie opowieści i przekazy apokryficzne. Wyd. Wojciech Ryszard Rzepka i Wiesław Wydra, wstęp napisała Maria Adamczyk. Warszawa: Wydawnictwo Naukowe PWN, wyd. 1996, 2008.

Artykuły:
- Rzepka Wojciech Ryszard, Twardzik Wacław B.: Archaizmy fleksyjne w „Rozmyślaniu przemyskim”. Język Polski 1996.